# Marshall McLuhan
Herbert Marshall McLuhan, kanadski filozof, literarni kritik, sociolog in medijski teoretik, * 21. junij 1911, Edmonton, Alberta, Kanada, † 31. december 1980, Toronto, Ontario, Kanada.
Njegova dela so ena izmed temeljev medijske teorije. Znan je po napovedi svetovnega spleta skoraj trideset let preden je le-ta zares nastal. Čeprav je bil stalnica v medijskem diskurzu v poznih 1960, je njegov vpliv začel slabeti v začetku leta 1970. Po njegovi smrti pa so bila mnenja v akademskih krogih o njegovi medijski teoriji deljena. S prihodom interneta je ponovno naraslo zanimanje za njegova dela in teorijo.
Šolal se je na Univerzi v Manitobi in na Cambridgeu. Učiteljsko kariero je začel kot profesor angleščine. Preden se je preselil na Univerzo v Torontu, kjer je nato ostal do konca, je poučeval na več univerzah v ZDA in Kanadi.

## Življenje in kariera
Herbert Marshall McLuhan se je rodil v Edmontonu v Alberti kot prvi sin Elsie Naomi (rojeni Hall) in Herberta Ernesta McLuhana. Njegov brat Maurice se je rodil dve leti kasneje. Oba njegova starša sta bila rojena v Kanadi. Njegova mati je bila baptistična učiteljica, ki je kasneje postala igralka. Njegov oče je bil metodist in trgovec z nepremičninami v Edmontonu. Ko je izbruhnila prva svetovna vojna, je njegov posel propadel, zato se je McLuhanov oče prijavil v kanadsko vojsko. Po letu službovanja je zbolel za gripo in je ostal v Kanadi. Po očetovem odpustu iz vojske leta 1915, se je družina McLuhan preselila v Winnipeg v Manitobi, kjer je Marshall odraščal in se šolal na tehniški šoli Kelvin High School preden se je vpisal na Univerzo v Manitobi leta 1928.
Na univerzi je McLuhan raziskal svoje sporno razmerje z vero in se obrnil k literaturi "ki naj bi zadovoljila njegovo potrebo po resnici in lepoti". Kasneje to svoje prehodno duhovno stanje opredeli kot agnosticizem. Po začetnem študiju inženiringa je McLuhan se je prepisal na humanistiko. Z odliko je diplomiral leta 1933, leto dni kasneje pa še magistriral s področja angleške literature. Želel je nadaljevati podiplomski študij v Angliji. Na Oxford ni sprejet, zato pa mu je uspelo na Cambridgeu.
Čeprav je že pridobil diplomo in magistriral na Manitobi, se je moral na Cambridge vpisati kot dodiplomski študent s priznanim enim študijskim letom od treh potrebnih za diplomo (BA). Leta 1936 je diplomiral na Cambridgeu in bil sprejet v podiplomski študij. Vmes se je za eno študijskio leto 1936-37 vrnil v Kanado, ker se mu je Univerzi Wisconsina–Madison ponudila priložnost za službo asistenta.
Med študijem na Univerzi v Cambridgeu je postopoma začel sprejemati rimokatoliško vero. McLuhan je bil pobožen skozi svoje življenje, vendar pa je njegova vera ostala zasebna zadeva. Imel je vseživljenjsko zanimanje za število tri. Spreobrnitev mu je odprla karierno pot  na katoliške visokošolske ustanove. Od 1937 do 1944 je poučeval angleščino na jezuitski Univerzi v Saint Louisu (USL). Izjemo predstavlja študijsko leto 1939-40, ko se je vrnil v Cambridge in tam magistriral (MA). Za doktorsko tezo si je izbral elizabetanskega dramatika Thomasa Nasha, vendar je vso zadevo prekinil začetek vojne. Ker je dobil dovoljenje za izpolnitev in oddajo svoje disertacije iz Združenih držav, ne da bi se vrnil v Cambridge za ustni zagovor, se je vrnil v St. Louis na tamkajšnjo univerzo. Veliko je predaval o Shakespearjevi dramatiki, se spoprijateljil s kolegom in jezuitom Walterjem J. Ongom, s katerim sta si delila podobna strokovna zanimanja (filozofija, literatura, mediji in tehnologija).
Na Univerzi Cambridge je dopisno promoviral decembra 1943. Od leta 1944 do 1946 se je vrnil v Kanado in je poučeval na katoliškem kolidžu Assumption v Windsorju, Ontario. S selitvijo v Toronto leta 1946 je začel predavati na Kolidžu Svetega Mihaela, katoliški fakulteti Univerze v Torontu. Politični ekonomist in začetnik medijske teroije Harold Innis je bil univerzitetni kolega, ki je imel močan vpliv na delo McLuhana. McLuhan je leta 1964 zapisal: »Vesel sem, da razmišljajo o moji knjigi Gutenbergova galaksija kot o opombi na opazke Innisa na temo o psihičnih in socialnih posledicah, najprej pisno, potem tiskano.«
V začetku leta 1950 je zasebna Fordova fundacija na Univerzi v Torontu financirala komunikacijske in kulturne seminarje, ki jih je vodil McLuhan. Ko je njegov ugled zrasel, je prejel veliko ponudb iz drugih univerz in, da bi ga obdržala, je univerza leta 1963 ustanovila Center za kulturo in tehnologijo. Svoje prvo večje delo je objavil v tem obdobju: Mehanska nevesta (The Mechanical Bride, 1951), ki govori o preučevanju učinkov oglaševanja na družbo in kulturo. Skupaj z ameriškim antropologom Edmundom Carpenterjem je izdajal revijo Raziskovanja (Explorations). Skupaj z Harold Innisom, Eric A. Havelockom, Northrop Fryeom in Carpenterjem uvrščamo v ti. torontsko šolo medijske teorije. McLuhan je ostal na Univerzi v Torontu v letu 1979, kjer je prebil veliko časa kot vodja svojega Centra za kulturo in tehnologijo.
Marshall in Corinne McLuhan sta imela šest otrok: Erica, dvojčici Mary in Teresa, Stephanie, Elizabeth in Michaela. S tem povezani stroški velikih družin, so pripeljali McLuhana do sodelovanja in svetovanja z velikimi korporacijami kot so IBM in AT & T. Septembra 1979 je utrpel možgansko kap, ki je vplivala na njegovo sposobnost govora. Univerza v šoli v Torontu je poskušala zapreti svoj raziskovalni center, vendar tega ni storila zaradi protestov.
Nikoli si ni povsem opomogel od kapi in je umrl v spanju 31. decembra 1980.

## Dela
Njegova najbolj znana dela:
- Mehanska nevesta (The Mechanical Bride, 1951). Njegova prva knjiga je pionirska študija in kritika moderne kulture. Sestavljena je iz več kratkih esejev, ki pa so lahko brani v katerem koli vrstnem redu. Vsak esej se začne s člankom ali pa reklamo iz časopisa, ki mu sledi McLuhanova analiza.
- Gutenbergova galaksija (The Gutenberg Galaxy, 1962). Je napisana na podoben način kot njegova prva knjiga The Mechanical Bride – sestavlja jo več krajših esejev. V knjigi McLuhan razkrije kako komunikacijska tehnologija učinkuje na organizacije.
- Razumeti občila (Understanding Media: The Extensions of Man, 1964). Njegovo najbolj znano delo je pionirska študija medijske teorije. V njej razpravlja o tem kako uporabljamo novo tehnologijo npr. televizijo.
- Občilo je sporočilo (The Medium is the Message: An Inventory of Effects, 1967). To je avtorjeva najbolj prodajana knjiga (okoli milijon izdaj po celem svetu). Medij je sporočilo, saj je tehnologija podaljšek naših čutov in ima zato medij pri tem odločilno vlogo. Problem se pojavi, ker nam je razvoj tehnologije uspaval čute, vendar nepredvidljivost njihovih učinkov ustvarja nove možnosti. To dinamiko McLuhan opiše v več fazah (štirih).
- Vojna in mir v globalni vasi (War and Peace in the Global Village, 1968). V tej študiji je proučil zgodovino vojn in kako bodo vojne izvedene v prihodnosti.
- Zakoni medija (Laws of Media, 1988). To knjigo je izdal njegov sin Eric McLuhan, ki je šel po očetovih stopinjah. V njej je združil nekaj očetovih zadnjih zapisov in svoje misli ter poglede na jazik, medije in komunikacijo.
- Globalna vas (The Global Village: Transformations in World Life and Media in the 21st Century, 1989). Izdana posthumno, napisal v sodelovanju z Bruceom R. Powersom. V knjigi postavi močan konceptualni okvir za razumevanje kulturnih posledic tehnološkega napredka, povezanih z vzponom svetovnega elektronskega omrežja.